# Tweeklank (taalkunde)
Een tweeklank of diftong is een klinkerklank waarvan de articulatie tijdens het uitspreken verandert.
Men kan ook zeggen dat een tweeklank een combinatie is van twee opeenvolgende klanken binnen een lettergreep, gevormd door verschillende klinkers. Van deze klinkers is er één doorgaans een halfklinker - dat wil zeggen een klinkerachtige klank die ook eigenschappen van een medeklinker heeft, met name j, w of een sjwa. De andere is een volle klinker.
Tweeklanken of diftongen staan in tegenstelling tot enkelvoudige klinkers of monoftongen. De overgang van een monoftong naar een diftong wordt diftongering genoemd. Een uit drie fonematische posities gevormd foneem wordt een triftong genoemd. Triftongen komen in de Nederlandse taal niet voor.
Tweeklanken vallen in twee typen uiteen, uitgaande van de klemtoon binnen de combinatie. Ligt de klemtoon op het eerste element, dan is er sprake van een dalende of neergaande tweeklank. De eerste plaats wordt bij zulke tweeklanken ingenomen door de volle klinker. 
In het Standaardnederlands bestaan alleen dalende tweeklanken. Ze worden doorgaans gespeld als au/ou, ij/ei, ui, oei, ieu, ooi, aai en eeu. Het tweede element is in deze tweeklanken een halfklinker (j- en w-achtige klank). 
Omgekeerd is er sprake van een stijgende of opgaande tweeklank als het tweede element de nadruk heeft en een volle klinker is. Deze komen in het Standaardnederlands niet voor.
Het hedendaagse Standaardnederlands is relatief arm aan tweeklanken: de genoemde drie tweeklanken worden in het overgrote deel van het taalgebied gerealiseerd. Regionaal komen er meer voor. Er zijn ook talen met meer dan tien tweeklanken, zoals het Fries en het Fins.
Het feit dat een klank met twee verschillende letters geschreven wordt, betekent niet dat hij een tweeklank is. De combinaties eu, ie en oe zijn klinkers, geen tweeklanken.

## Tweeklanken in het Nederlands
Het Nederlands kent de volgende fonematische diftongen:
- ou /ɔu̯/ ~ /ɑu̯/ als in koud, jou, Paul enz.

beginklank als /ɔ/ bij -o- in zon, decor, eindklank als /u/ bij oe in koe
- ij /ɛi̯/ als in tijd of ei- als in eigen, zeis

beginklank als /ɛ/ bij -e- in pet (of in sommige streken in Nederland als /a/ bij -a- in kaap), eindklank als /i/ bij -ie- in kies of als /j/ bij j- in jas
- ui /œy̯/ als in tuin

beginklank als /œ/ bij œu in oeuvre of feule, eindklank als /y/ bij uu in fuut.
Ook aai /aːɪ̯/, eeu /eːu̯/, ieu /iʊ̯/, oei /uɪ̯/ en ooi /oːɪ̯/ worden wel tot de tweeklanken gerekend. 
In het Nederlands-Nederlands worden ook de lange klinkers /eː/, /øː/ en /oː/ als de tweeklanken [eɪ̯], [øʏ̯] en [oʊ̯] gerealiseerd (bijv. zee, beu en zo = BN [zeː], [bøː], [zoː] = NN [zeɪ̯], [bøʏ̯], [zoʊ̯]). Deze tweeklanken kunnen echter in het Nederlands niet gevolgd worden door een r, in welk geval ze worden verhoogd en gemonoftongeerd naar [ɪː], [øː] en [ʊː] (bijv. door /doːr/ klinkt in BN als [doːr] en in als NN [dʊːr]). Voor een donkere l (/l/ wordt in codapositie als [ɫ] gerealiseerd) worden ze als de centrerende tweeklanken [eə̯], [øə̯] en [oə̯] met sjwa als eindklank uitgesproken (bijv. veel BN [veːɫ] wordt NN [veə̯ɫ]).
Kenmerkend voor het Poldernederlands is de uitspraak van de als ij of ei geschreven klank als [æj] of [aj] 'aaj'. Deze diftong geldt voor sommigen als minder beschaafd.
Bij vervoeging of verbuiging kan een dalende tweeklank overgaan in een stijgende. Dit verschijnsel wordt breking genoemd en is bijvoorbeeld waar te nemen in het Westerlauwers Fries, Limburgs en het Westfaals (Nedersaksisch).